# Kasperl

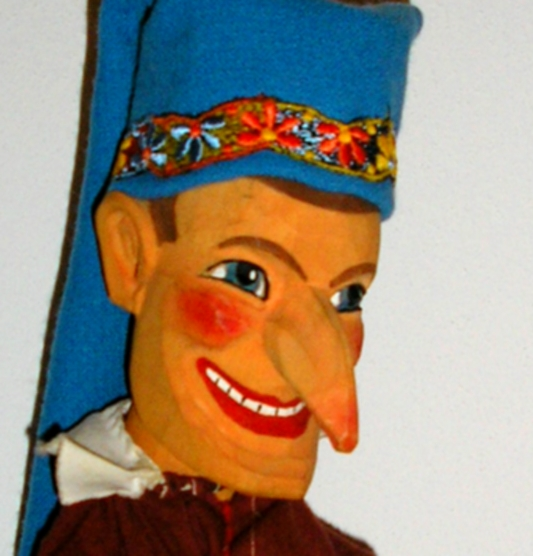
Kasperle

Kasperl chiamata anche Kasperle o Casperl è una maschera che viene utilizzata nella commedia popolare austriaca.

## Storia
Denota un personaggio tozzo, ingenuo ma anche furbo, un servo che affronta avventure che non capisce e in cui si dimostra goffo; in epoca passata compariva con il nome (in  lingua tedesca) di «Hanswurst». 
Grazie al lavoro di Johann La Roche, la maschera divenne popolare nel XVIII secolo e fu tramutato in burattino nel XIX secolo riscuotendo grande popolarità.
Kasperl è generalmente raffigurato con le gote rosse, un lungo naso che propende verso il basso ed un berretto rosso lungo.